# Upplands runinskrifter 720
Upplands runinskrifter 720 är en vikingatida runsten av granit i Hånningby, Vallby socken och Enköpings kommun. Runstenen är 1,7 meter hög och 1,15 meter bred. Runhöjden är 6-8 centimeter. Sju meter norr om U 720 står en rest sten med ornamentik.

## Inskriften
Translitterering av runraden:
myntil : auk : farbiurn : auk : arnkeʀ : auk : kigumantr : litu : resa sten : þensa : u:y(b)-iʀ : iab : faþur : -in
Normalisering till runsvenska:
Myndill ok Farbiorn ok Arngæiʀʀ ok kigumantr letu ræisa stæin þennsa æf[t]iʀ Iap(?)/Iarp(?), faður [s]inn.
Översättning till nusvenska:
Myndel och Farbjörn och Arnger och kigumantr läto resa denna sten efter ... sin fader.
Runföljden "kigumantr" i inskriften är ett personnamn. Emellertid är det svårt att avgöra vilket namn som avses.